# 德乃镇区
德乃镇区，又译塔奈镇区，是緬甸克欽邦德乃县下辖的一个鎮區。2014年人口60,019人，區域面積12,340.0平方公里。該鎮区下辖271個村莊。德乃為該鎮区首府。